# Deux (film, 1989)
Pour les articles homonymes, voir 2 (nombre).
Pour plus de détails, voir Fiche technique et Distribution.
Deux est un film français réalisé par Claude Zidi, sorti en 1989. Le film est adapté d'un roman de Charles Trieschmann qu'il avait lui-même adapté en 1974 sous le titre Two.

## Synopsis
Marc Lambert, quarante ans, célibataire, organisateur de concerts et compositeur de musique contemporaine, souhaite acquérir une maison où il a séjourné quand elle était habitée par son maître Charles Staedler et sa femme Suzanne qui fut peut-être un moment sa maîtresse. Hélène Muller, la trentaine, directrice d'agence immobilière spécialisée dans le haut-de-gamme, lui fait visiter l'appartement. Un coup de foudre entre les deux personnages va naître suivi d'une liaison passionnelle. Mais Marc, Don Juan mal repenti, ne sait pas exactement ce qu'il veut et leurs rapports deviennent compliqués. Ils décident donc de rompre au cours d'un dîner d’adieu au cours duquel Hélène dira à Marc tout ce qu'elle a sur le cœur, mais quand Marc se rend au vestiaire du restaurant, une explosion éclate...

## Fiche technique
- Titre : Deux
- Réalisation : Claude Zidi
- Scénario : Claude Zidi et Catherine Rihoit d'après le roman de Charles Trieschmann
- Photographie : Jean-Jacques Tarbès
- Musique : Jean-Claude Petit
- Pays d'origine : France
- Format : Couleurs - 1,85:1 - Dolby Digital - 35 mm
- Genre : drame
- Date de sortie : 15 février 1989
- Durée : 113 minutes

## Distribution
- Gérard Depardieu : Marc Lambert
- Maruschka Detmers : Hélène Müller
- Michelle Goddet : Juliette, collègue et amie d'Hélène
- Philippe Leroy : M. Muller
- Beata Tyszkiewicz : Mme Muller
- François Cluzet : Louis, musicien, ami de Marc
- Wojciech Pszoniak : Walkowicz, musicien vedette
- Ronald Guttman : Laurent, musicien, ami de Marc et Hélène
- Catherine Alcover : une mélomane qui  connaît Marc
- Jonathan Bagault
- Gérard Beaume : Le policier
- Marc Betton : l'inspecteur de police
- Jacques Chayrousse
- Madeleine Cheminat : La femme âgée
- Marc Chouppart
- Odile Cointepas : Suzanne Staedler
- Guillaume de Tonquédec : Olivier Muller
- Sophie Mounicot : l'épouse de Louis